# Déphasage thermique
En thermique du bâtiment, le déphasage thermique ou déphasage horaire est le temps nécessaire mis par la chaleur pour traverser des matériaux.
Le déphasage thermique mesure donc la capacité d’un isolant à retenir la transmission de la chaleur du côté externe (en contact avec l’air extérieur) au côté interne (en contact avec l’air intérieur de l’habitat).

## Méthode de calcul simplifié
Le déphasage thermique est calculé par les fabricants d’isolants, qui peut être inscrit sur les étiquettes et les packagings. Il est exprimé en heures.
Son calcul dépend de plusieurs critères : 
- L’épaisseur de l’isolant ;
- La densité de l’isolant : un isolant dense sera en capacité d’emmagasiner une quantité plus importante de chaleur qu’un isolant aéré, à épaisseur égale (meilleure capacité thermique de l’isolant dense) ;
- La chaleur spécifique (Cp) de l’isolant, qui mesure sa capacité à stocker la chaleur par rapport à son poids ;
- La conductivité thermique (λ lambda) de l’isolant, qui mesure sa capacité à transmettre la chaleur par conduction interne.

En raison de ces critères, un même matériau peut avoir un déphasage thermique différent selon la forme d’isolant.

## Intérêt
Ce déphasage dans la transmission de la chaleur est particulièrement recherché pour éviter les fluctuation extrême de températures (surchauffes estivales ou déperditions hivernales).
Dans une région où les écarts de température sont importants entre le jour et la nuit, comme en climat méditerranéen, le déphasage est un critère important. À l’inverse, dans des climats tempérés, il est moins important.